# Greenland Centre
Il Greenland Centre è un grattacielo residenziale di Sydney in Australia.

## Storia
L'edificio è stato edificato dal gruppo Greenland e progettato dagli studi di architettura BVN e Woods Bagot.
Le opere di demolizione sono iniziate all'inizio del 2015, mentre i lavori di costruzione della torre principale sono stati avviati nel 2017.

## Descrizione
L'edificio sorge nel CBD di Sydney e presenta un'altezza di 236 metri, cosa che ne fa il grattacielo residenziale più alto della città.

## Galleria d'immagini

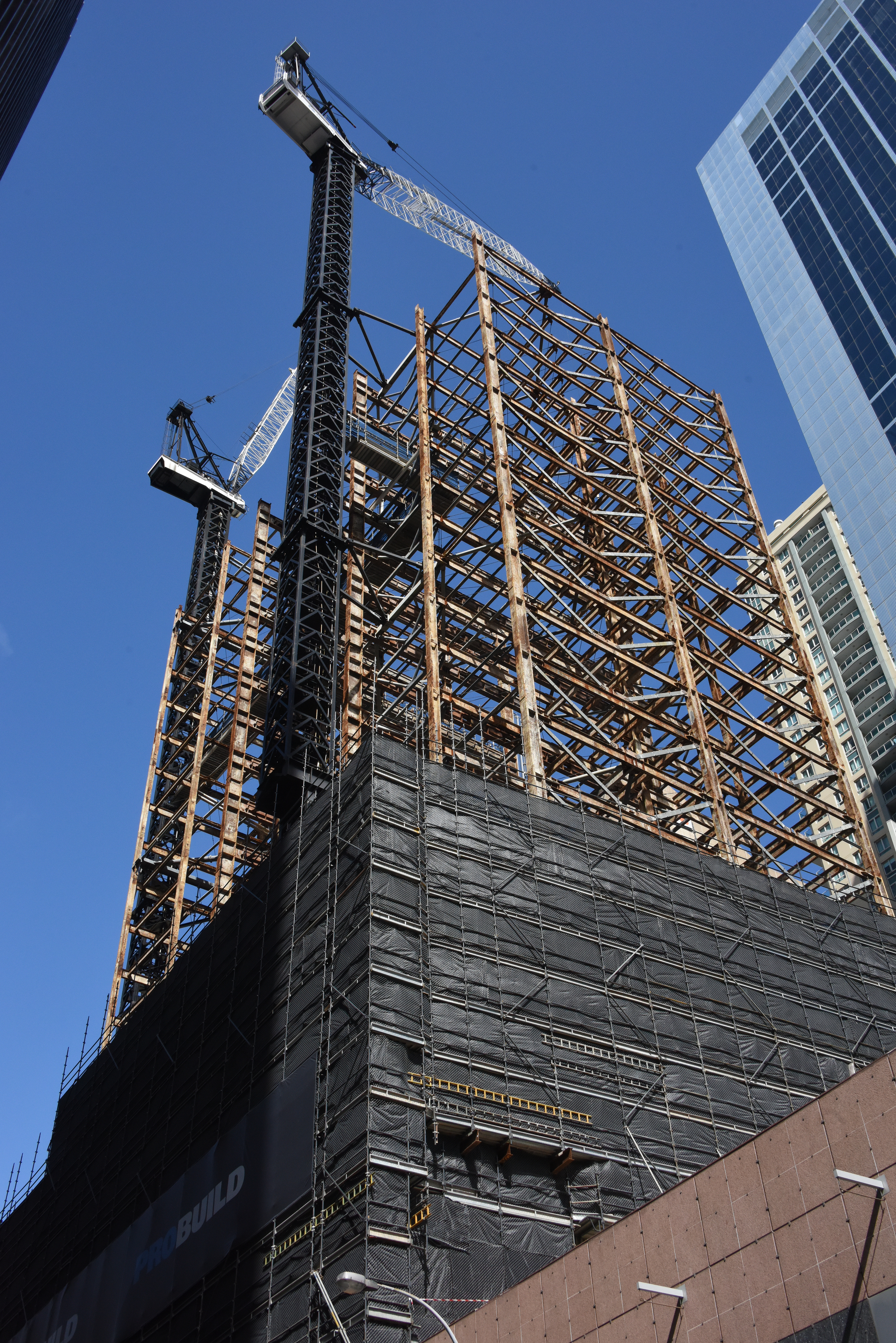
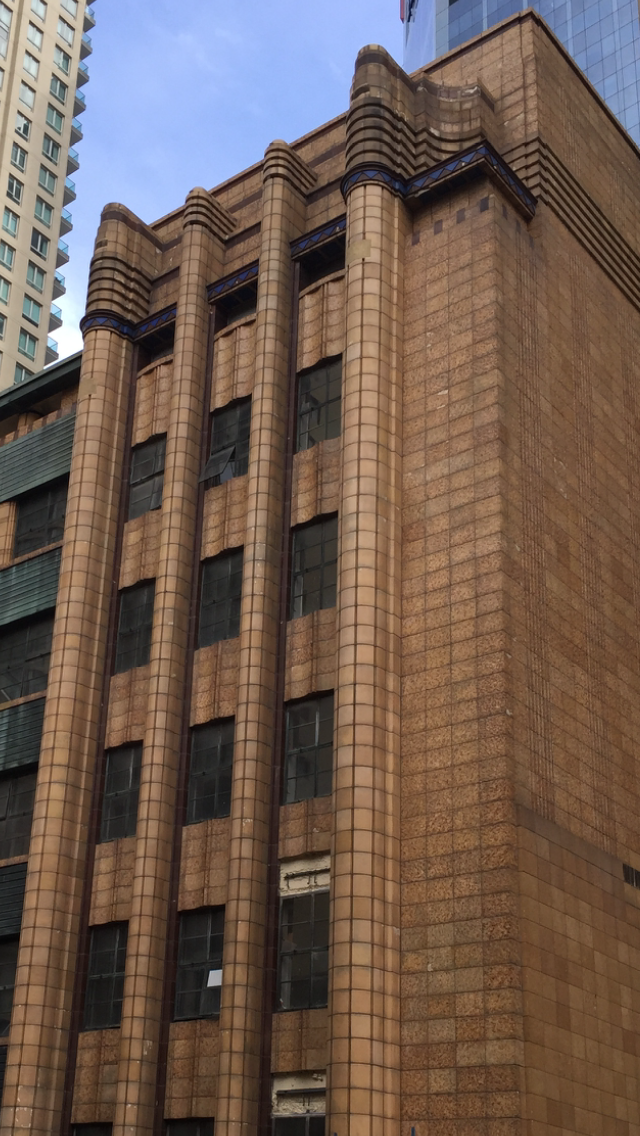
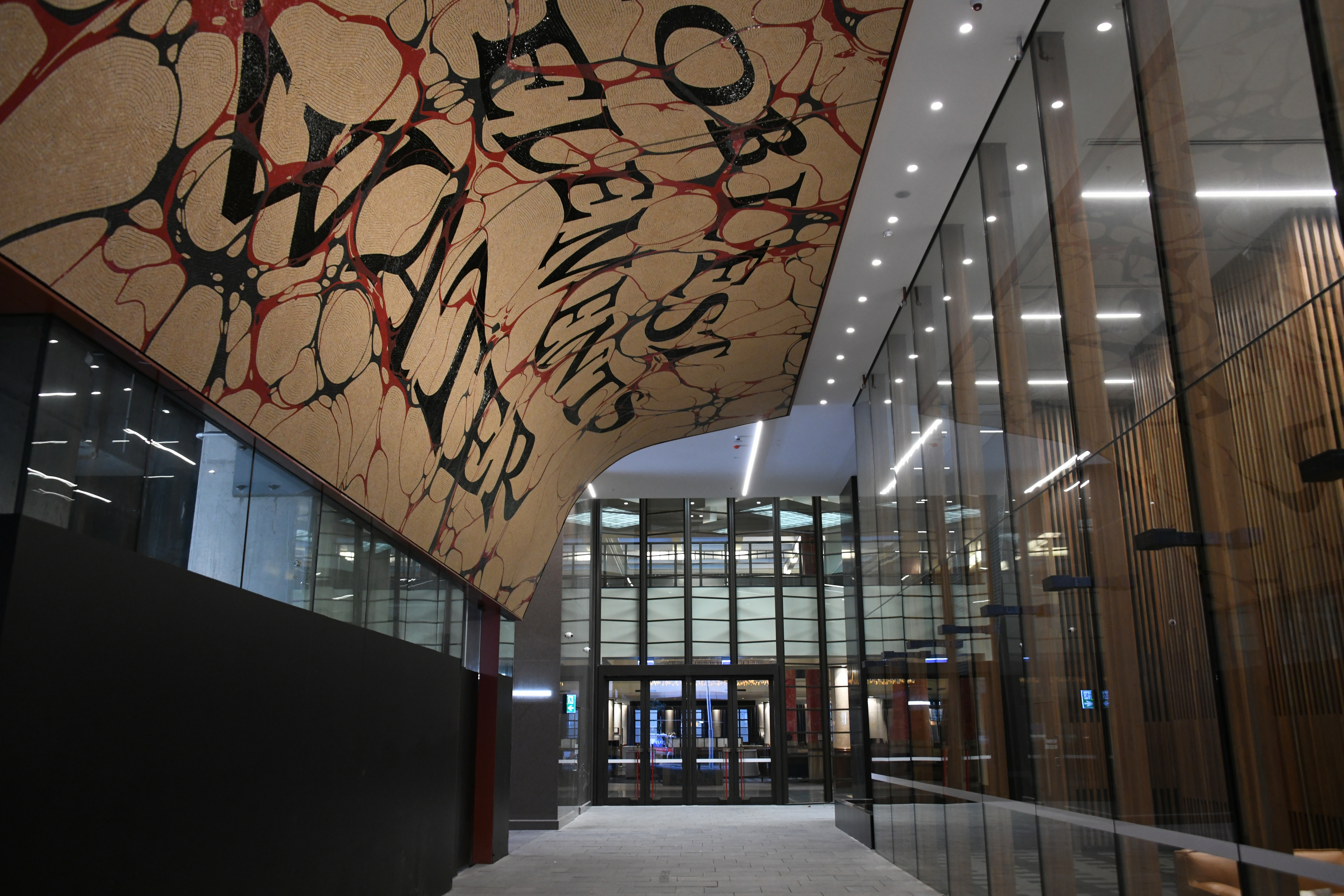